# هارجيندر سينغ جيندا
هارجيندر سينغ جيندا (بالإنجليزية: Harjinder Singh Jinda)‏‏ (1961 في أمريتسار - 9 أكتوبر 1992 في بونه) مُجرم من الهند.